# 東京師管区
東京師管区（とうきょうしかんく）は、1945年4月1日に、日本陸軍が徴兵などの軍事行政と地域防衛のために全国を区分けして設けた師管区の一つである。関東地方南部、すなわち東京都・埼玉県・千葉県・神奈川県・山梨県を範囲とした。宇都宮師管区・長野師管区とともに東部軍管区の下にあった。区内は東京連隊区・浦和連隊区・千葉連隊区・横浜連隊区・甲府連隊区に分けられた。東京師管区司令部が管轄し、東京師管区部隊が置かれた。敗戦後もしばらく続き、翌1946年3月31日に廃止された。

## 概要
師管区は従来の師管を改称したもので、地域防衛の担当地域であると同時に、徴兵・補充の単位となる地域でもある。東京師管区の前身は東京師管で、区域の変更はない。東京師管は留守近衛第2師団が管轄しており、その司令部を改称して東京師管区司令部とした。留守師団の補充隊はいったん復帰（解散）し、あらたに師管区部隊の補充隊を編成する形式をとった。
発足時から、東京師管区の防衛担任からは、東京都の小笠原島（小笠原諸島）が除かれていた。代わりに、静岡県の富士川以東の地域の防衛を担任した。
東京師管区の管轄である関東地方南部には、本土決戦のために第12方面軍の戦力が集中しており、海岸で上陸軍を迎え撃つ準備をすすめていた。別に近衛第1師団があって皇居の守備にあたり、東京師管区司令部は自らの師管区部隊と3個警備旅団によって首都の防衛にあたった。6月25日に東京防衛軍が新設され、警備旅団をその指揮下に移して首都防衛を主任務とした。ただ、東京防衛軍司令部と東京師管区司令部は、要員のほとんどがその職を併有しており、実質的な変更は小さかった。

## 師管区部隊
師管区司令官
- 寺倉正三 予備役陸軍中将：昭和20年4月 - 昭和20年7月5日
- （兼）飯村穣 陸軍中将：昭和20年7月5日 - 昭和20年8月20日（東京防衛軍司令官の兼職）

師管区参謀長
- 鵜飼仁 大佐：1945年4月1日 -

師管区兵務部長
- 長岡寿吉 予備役陸軍少将：1945年3月31日 -
- 平井卯輔 陸軍少将：1945年7月1日 -

### 最終所属部隊
- 東京師管区司令部（東京）
- 東京師管区歩兵第1補充隊（溝ノ口）
- 東京師管区歩兵第2補充隊（柏）
- 東京師管区歩兵第3補充隊（東京）
- 東京師管区歩兵第4補充隊（甲府）
- 東京師管区歩兵第5補充隊（佐倉）
- 東京師管区砲兵補充隊（東京）
- 東京師管区工兵補充隊（柏）
- 東京師管区通信補充隊（東京）
- 東京師管区輜重兵補充隊（東京）

## 関連文献
- 秦郁彦 編『日本陸海軍総合事典』（第2版）東京大学出版会、2005年。ISBN 4130301357。
- 外山操 編著、森松俊夫 編著『帝国陸軍編制総覧』芙蓉書房出版、1987年。全国書誌番号:88022215。
- 「昭和20年10月下旬 「マ」司令部提出 帝国陸軍部隊調査表 集成表（原簿）List2-(1) 日本陸軍省 148.東京師管区部隊（2GD関係）」アジア歴史資料センター